# Nemzetbiztonsági érdek
A nemzetbiztonsági érdek fogalmát a magyar jogban a nemzetbiztonsági szolgálatokról szóló 1995. évi CXXV. törvény határozza meg: „a nemzetbiztonsági érdek: a Magyar Köztársaság szuverenitásának biztosítása és alkotmányos rendjének védelme.”

## Tartalma
- ennek keretén belül
  - az ország függetlensége és területi épsége elleni támadó szándékú törekvések felderítése,
  - az ország politikai, gazdasági, honvédelmi érdekeit sértő vagy veszélyeztető leplezett törekvések felfedése és elhárítása,
  - a kormányzati döntésekhez szükséges, a külföldre vonatkozó, illetőleg külföldi eredetű információk megszerzése,
  - az ország az alapvető emberi jogok gyakorlását biztosító alkotmányos rendjének, a többpárti rendszeren alapuló képviseleti demokráciának és az alkotmányos intézmények működésének törvénytelen eszközökkel történő megváltoztatására vagy megzavarására irányuló leplezett törekvések felderítése és elhárítása,
  - a terrorcselekmények, az illegális fegyver- és kábítószer-kereskedelem, valamint a nemzetközileg ellenőrzött termékek és technológiák illegális forgalmának felderítése és megakadályozása.